# Scelolophia fragmentata
Scelolophia fragmentata là một loài bướm đêm trong họ Geometridae.